# Concilio de Worms
El Concilio de Worms se celebró en mayo de 868. Fue un concilio de la iglesia de Francia Oriental. Fue convocado por el rey Luis el Germánico a petición del papa Nicolás I. Se condenó como herético al Concilio de Constantinopla de 867 y condenó a la Gran Moravia por rebelarse contra el rey.
Al sínodo asistieron dos arzobispos, veinte obispos, un obispo y siete abades. Fue un alto nivel de asistencia para el siglo IX en Francia Oriental. Estuvo presidido por el arzobispo Liutbert de Mainz. Fue convocado en respuesta al Cisma de Focio, que dividió el Este griego y el Oeste latino, buscando defender la enseñanza occidental y la primacía papal. 
Emitió una respuesta contra la herejía de los griegos (en latín: Responsio contra Grecorum heresim) para refutar el concilio de 867. En respuesta a años de disturbios en Moravia y las marcas de Panonia y Carintia, el sínodo autorizó la confiscación de la propiedad privada de los rebeldes y su excomunión. El clero rebelde fue depuesto de sus cargos. Es probable que el sínodo tuviera en mente a los misioneros bizantinos Cirilo y Metodio, que habían estado trabajando en Moravia, pero para el 868 contaban con el apoyo del papa Adriano II en Roma.
El concilio emitió 44 cánones. Siete de ellos fueron camino hacia el Decreto de Graciano, un número más alto que para cualquier otro sínodo franco, excepto el Concilio de Tribur. Los obispos en Worms estaban influenciados por los Concilios de Toledo. En materia de autoridad episcopal, los cánones citan la Collectio Hispana y no los Decretales pseudoisidorianas, ya sea porque estas últimas eran desconocidas en Francia Oriental o no se consideraban autorizadas allí. Sin embargo, las copias de los cánones se extendieron regularmente, de modo que algunas tienen hasta 80 cánones (36 falsos). Hay casi 100 fuentes manuscritas supervivientes de los cánones de Worms. Además de por Graciano, también son citados por Regino de Prüm, Burcardo de Worms, Bonizo de Sutri e Ivón de Chartres.

## Firmantes
El concilio fue firmado por
- Liutberto de Maguncia
- Adalvino de Salzburgo
- San Remberto de Bremen
- Altfredo de Hildesheim
- Gunzo de Worms
- Solomon I de Constance
- Anno de Freising
- Lantfrid de Säben
- Ermanrich de Passau
- Otgar de Eichstätt
- Witgar de Augsburgo
- Ratold de Estrasburgo
- Gebhard de Speyer
- Arn de Würzburg
- Liutbert de Münster
- Theoderic de Minden
- Hildegrim de Halberstadt
- Liuthard de Paderborn
- Gerolf de Verden
- Egibert de Osnabrück
- Bernard, Corobispo
- Heito de Reichenau, abad y sacerdote
- Adalgar de Corvey, abad y sacerdote
- Theotroch de Lorsch, abad y sacerdote
- Theoto de Fulda, abad y sacerdote
- Brunward de Hersfeld, abad
- Egilbert (de Utrecht?), abad